# 845 가가와
845 가가와(845かがわ)는 NHK 다카마쓰 방송국에서 제작되고 방영되고 있는 저녁 뉴스 프로그램이다. 가가와현 지역의 소식을 전해주는 역할을 한다.

## 방송 시간
- 월 ~ 금: 오후 8시 45분 ~ 9시(15분)

## 진행자
- 캐스터: 우에하라 미츠키 - NHK 아나운서
- 기상 캐스터  - 후나키 마사토: 오피스 Nick Nack 소속(격주 출연)  - 카타야마 미키: 웨더 맵 소속(격주 출연)